# 松前高広
松前 高広（まつまえ たかひろ、旧字体：松󠄁前󠄁 高廣）は、江戸時代前期の蝦夷地松前藩（正式には交代寄合）の第4代藩主。

## 生涯
寛永20年（1643年）、第3代藩主・松前氏広の長男として蝦夷福山館にて誕生。慶安元年（1648年）、父の死去により跡を継ぐ。しかし僅か6歳のため、藩政は高祖父の松前慶広の甥・蛎崎友広や蠣崎利広らによって執行された。承応2年（1653年）、湯の川温泉にて湯治を行う。
アイヌの集団であるメナシクルとシュムクルとの抗争が激化したため、承応4年/明暦元年（1655年）、仲介に入り講和させるが寛文年間には再び抗争が激化した。
寛文5年（1665年）7月5日に23歳で死去した。跡を長男・矩広が継いだ。

## 系譜
父母
- 松前氏広（父）
- 清、清涼院 ー 蠣崎友広の娘（母）

正室
- 蠣崎利広の娘

子女
- 松前矩広（長男）
- 伊沢忠広
- 松前弥六郎
- 仙子 ー 松前当広室